# Pompeo Biondi
Pompeo Biondi (Firenze, 1º gennaio 1902 – 2 giugno 1966) è stato un giurista italiano.

## Biografia
Figlio di Cesare Biondi e Paolina Biondi, vinse il concorso per insegnare procedura civile.
Fu docente di procedura civile in varie università.
Nel 1939 fu chiamato a ricoprire la cattedra di dottrina generale dello stato all'"Istituto Cesare Alfieri" di Firenze.
Fu il fondatore e primo direttore della Rivista di studi politici internazionali.
Tra le opere pubblicate Studi sul potere, Un'esperienza democratica (1958) e La crisi del potere nella società marxista (1964).

## Opere
- Studi sul potere
- La teoria generale della discrezionalitá nella dottrina dello stato moderno (1933)
- La perizia giuridica. (Concetto e teoria generale) (1935)
- La politica di Constant (1954)
- Un'esperienza democratica (1958)
- La crisi del potere nella società marxista (1964)